# Aerofagi
Aerofagi är ett tillstånd där någon sväljer onormalt mycket luft som går till magen istället för lungorna. Luft i magsäcken ger upphov till rapningar och spänningsproblem (flatulens). Den faktiska mekanismen genom vilken luft kommer in i tarmen är dunkel eller okänd. Aerofagi inom psykiatrin tillskrivs ibland nervositet eller ångest.

## Symtom och tecken
- Kärlkramp[3]
- Illamående
- Dyspné[4]
- Rapning
- Halsbränna[5][6]
- Magsmärta[7]
- Hicka[8]
- Kräkning[9]
- Diarré[10]

## Orsaker
Aerofagi är förknippad med överdrivet tuggummituggande, rökning, dricka kolsyrade drycker, för snabbt matintag, liksom ångest, högt kontinuerligt positivt luftvägstryck och att bära lösa tandproteser. Aerofagi utförs också medvetet som en frivillig åtgärd för att öka längden och volymen på en böjning, eftersom all luft som framgångsrikt sväljs tjänar till att öka partialtrycket i magen och expandera en rapning. Hos personer med cervikala ryggradsblockeringar (nacksmärtor) kan inandning orsaka att lite luft kommer in i matstrupen och magen ofrivilligt.

## Diagnos
Aerofagi diagnostiseras hos 8,8 procent av kognitivt efterblivna patienter  där koordinationen mellan sväljning och andning är nedsatt och inte väldefinierad.
Aerofagi är en farlig potentiell biverkning av icke-invasiv ventilation (NIV), som vanligtvis används vid behandling av andningsproblem och kardiovaskulär kritisk vård eller vid kirurgi när en allmänbedövning krävs. När det gäller aerofagi under NIV diagnostiseras det normalt av erfarna medicinska specialister som kontrollerar patienter intermittent under NIV-användning för eventuella framväxande problem. Diagnosen är baserad på ljudet som hörs genom att lyssna genom ett stetoskop placerat utanför bukhålan. Med hjälp av detta tillvägagångssätt upptäcks problemet ibland senare än när det utvecklas, eventuellt också senare än nödvändigt. Försenad upptäckt eller åtgärd av aerofagi kan leda till gastrisk utvidgning, vilket i sin tur kan höja diafragma eller orsaka aspiration av maginnehållet till lungorna eller pneumatisk bristning i matstrupen på grund av extrem gastrisk inblåsning.